# Grammodes stolida
Grammodes stolida là một loài bướm đêm trong họ Erebidae.

## Hình ảnh

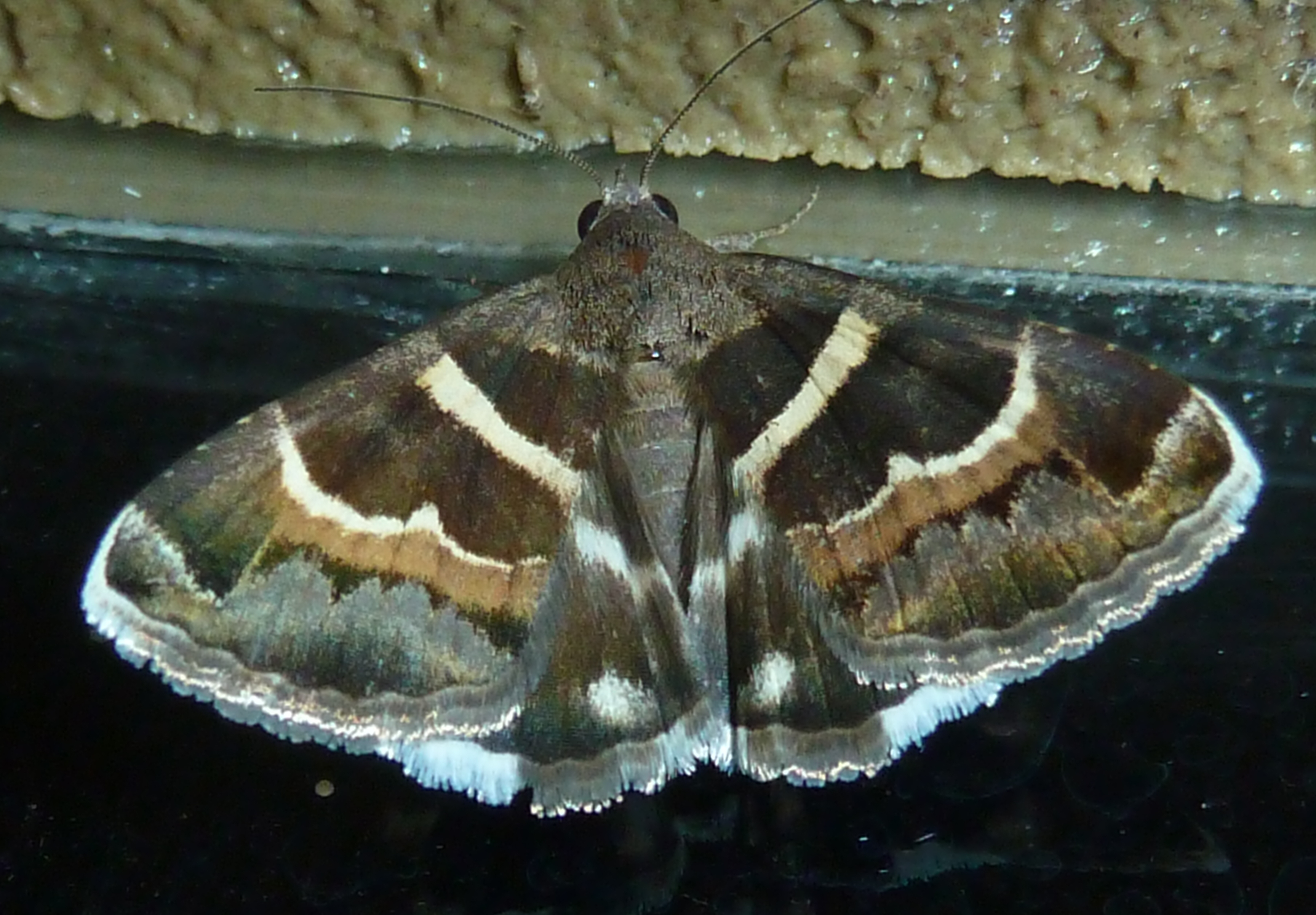
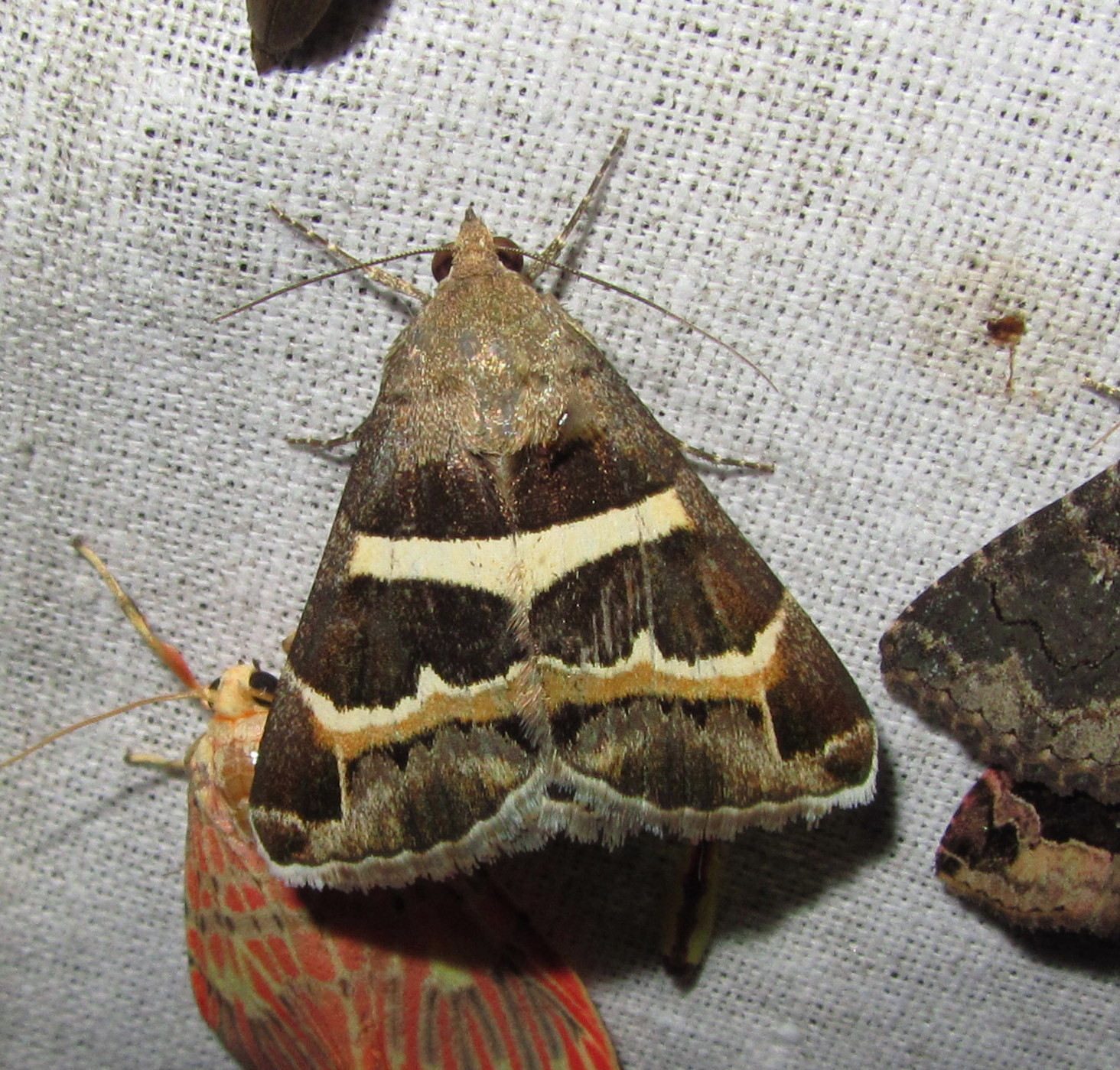
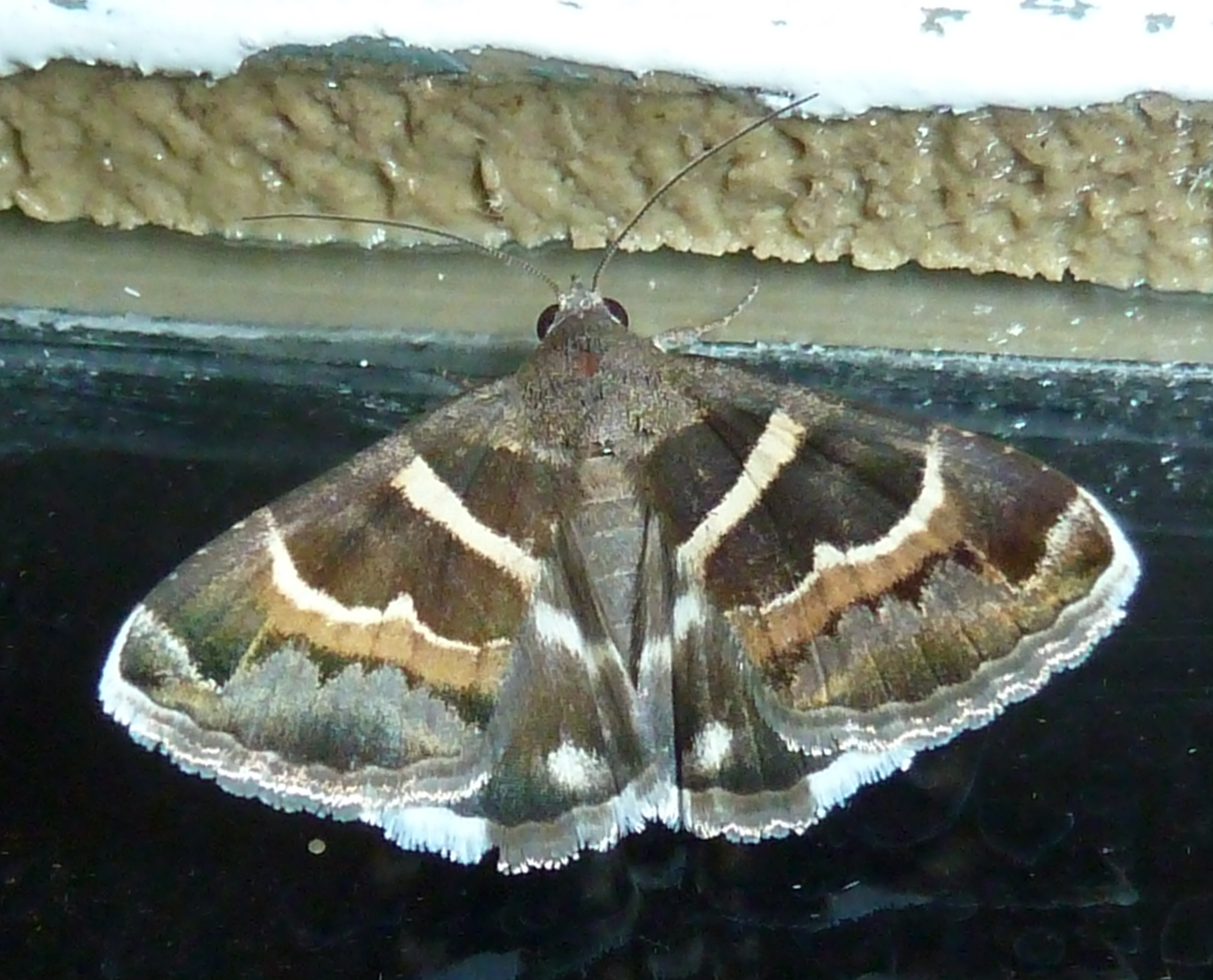
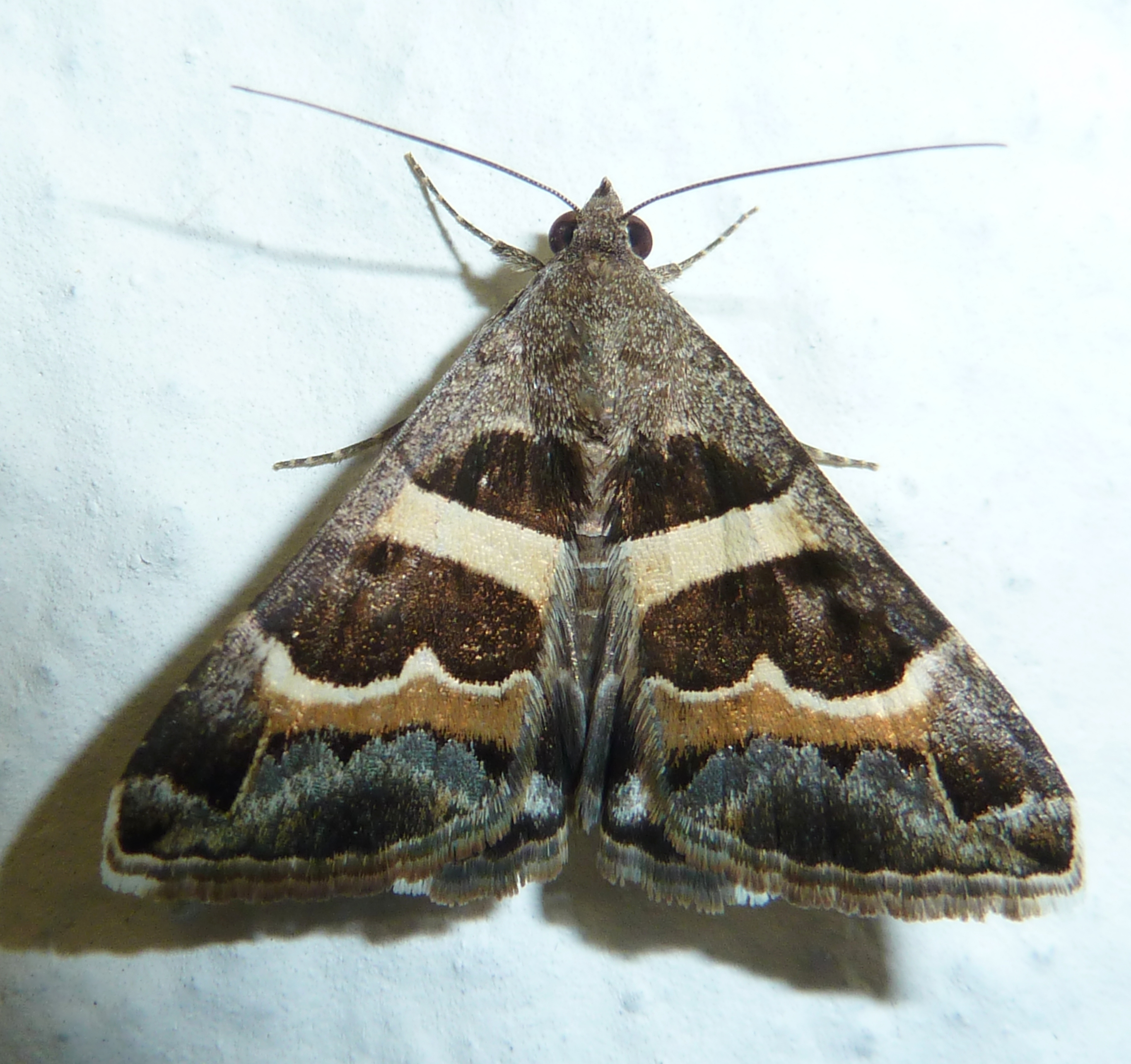